# Губанов, Леонид Георгиевич
Леони́д Гео́ргиевич Губа́нов (более известен как Лёня Губанов; 20 июля 1946, Москва — 8 сентября 1983, там же) — яркая фигура советского андеграунда: поэт, художник-оформитель, создатель неофициального литературного объединения СМОГ.

## Биография
Родился 20 июля 1946 года в Москве в семье инженера Георгия Георгиевича Губанова и Анастасии Андреевны Перминовой, сотрудницы ОВИРа. Несмотря на служебное положение родителей, ребёнок был крещён в церкви Святой Троицы на Воробьёвых горах.
Писать стихи начал с детства. В 1962 году поступил в литературную студию при районной библиотеке. Несколько его стихотворений были опубликованы в газете «Пионерская правда» и в сборнике стихотворений юных поэтов «Час поэзии» (М., 1965).
Тогда же увлёкся футуризмом и создал неофутуристический самиздатовский журнал «Бом», вместе с друзьями провёл несколько поэтических выступлений в московских школах. Затем поступил в литературную студию Московского дворца пионеров. На него обратили внимание известные поэты. В 1964 году Евгений Евтушенко помог напечатать отрывок из поэмы Леонида Губанова в журнале «Юность». Эта публикация стала последней прижизненной публикацией Леонида Губанова в советской прессе.
В начале 1965 года вместе с Владимиром Алейниковым, Владимиром Батшевым, Юрием Кублановским и другими участвовал в создании независимого литературно-художественного объединения СМОГ («Смелость, Мысль, Образ, Глубина», а также «Самое Молодое Общество Гениев»), стал одним из авторов его программы, устроил на своей квартире «штаб» СМОГа. Первый поэтический вечер объединения состоялся 19 февраля 1965 года в одной из московских районных библиотек.
Весной 1965 года стихи Леонида Губанова были опубликованы в трёх самиздатских поэтических альманахах: «Авангард», «Чу!» и «Сфинксы». По его предложению СМОГ 14 апреля 1965 года провёл демонстрацию в защиту «левого искусства», а 5 декабря 1965-го принял участие в «митинге гласности» на Пушкинской площади.
Через некоторое время госпитализирован в психиатрическую больницу, где у него потребовали показаний против Александра Гинзбурга, который в июне 1966 года передал Леониду Губанову вырезки из зарубежных газет о СМОГе. Родителей Леонида Губанова вызвали в горком партии, где предупредили, что их сын будет арестован, если не прекратит выступать со стихами. Под давлением властей СМОГ в конце 1966 года прекратил существование. Несмотря на то что СМОГ просуществовал недолго, Губанов и его соратники стали известны не только в Москве, но и далеко за рубежом.
В годы застоя Леонид Губанов не принимал участия в официальной литературной жизни. На жизнь зарабатывал неквалифицированным трудом (был рабочим геофизической экспедиции, фотолаборантом, пожарным, художником-оформителем, дворником, грузчиком…). Шумный успех 1960-х к концу 1970-х сменился почти полным забвением. Умер 8 сентября 1983 года в возрасте тридцати семи лет, похоронен в Москве на Новом Хованском кладбище (309 уч.).

## Судьба наследия
В 1994 году в издательстве «ИМА-ПРЕСС» вышло первое в России издание произведений Губанова: «Ангел в снегу». Песни на стихи Губанова исполняют Виктор Попов, Александр Деревягин, Владимир Бережков, Елена Фролова, Николай Якимов, Владимир Туриянский, Денис Бережной, Андрей Стужев, Инна Тудакова, Александр Щербина, Дмитрий Коледин и другие.
В сентябре 2013 года в доме Остроухова прошла выставка, где в числе прочих можно было увидеть акварели Леонида Губанова. В 2013 году вышла в свет монография «Отраженья зеркальных осколков (заметки о жизнетворчестве Леонида Губанова)» литературоведа Андрея Журбина. К 70-летию поэта была опубликована книга воспоминаний «Про Лёню Губанова» (ISBN 978-5-98-604536-8).

## Издания

СМОГ: Юрий Кублановский, Владимир Алейников, Леонид Губанов, Аркадий Пахомов. 1965 год

- 1989 — Леонид Губанов Ангел в снегу: стихотворения / Сост. и автор послесл. И. Д[удинский]; замеч. и коммент. Г. Суперфина // Материалы Самиздата / Архив Самиздата; Радио Свобода. — Мюнхен. — Вып. № 3. — АС № 6330. — 180 с. — ISSN 0177-5332. — pdf
- 1994 — Леонид Губанов Ангел в снегу / Сост. и автор предисл. И. Дудинский. — М.: ИМА-Пресс. — 192 с. — 1000 экз. — ISBN 5-7070-0084-4
- 2003 — Леонид Губанов «Я сослан к Музе на галеры…» / Сост. И. С. Губановой; предисл. Ю. В. Мамлеева. — М.: Время. — 736 с.: ил. — 3000 экз. — (Поэтическая библиотека). — ISBN 5-94117-0440[6].
- 2006 — Леонид Губанов Серый конь. / Сост. И. С. Губановой; предисл. Ю. М. Кублановского. — М.: Эксмо. — 384 с.: ил. — 4000 экз. — (Золотая серия поэзии). — ISBN 5-699-15593-7[7].
- 2012 — Леонид Губанов И пригласил слова на пир: Стихотворения и поэмы. — Сост. И. С. Губановой; статьи Л. А. Анненского и А. А. Журбина; коммент. и библиогр. А. А. Журбина; ил. автора; фото из семейн. арх. — СПб.: «Вита Нова». — 592 с.: 116 ил. — 1100 экз. — (Рукописи). — ISBN 978-5-93898-420-2.
- 2017 — Леонид Губанов «Постигший слово как восторг…» : Стихотворения в исполнении автора. — СПб.: Изд-во С. Ходова; Студия современного искусства «АЗиЯ-Плюс». — 96 с.; ил.; 1CD. — ISBN 978-5-98456-054-2.
- 2018 — Леонид Губанов «Меня ищут как редкий цветок…»: сборник произведений с переводом на итальянский, французский, сербский и хорватский языки. — Сост. и автор предисл. А. Журбин. — М.: Пробел-2000. — 196 с. : ил., 6 л. цв. вкл. — 350 экз. — ISBN 978-5-98604-694-5. — pdf

## Публикации
Прижизненные публикации
- [Стихи] // Пионерская правда. — 1962. — 30 марта (№ 25). — С. 4.
- [Стихи] // Радиопрограммы. — 1963. — 6 янв. (№ 1). — С. 7.
- Художник [Стихотворение. Отрывок из поэмы «Полина»] // Юность. 1964. № 6; С. 68, [биогр. справка, фото Л. Губанова]
- [Стихи]: [перепеч. из журн. «Сфинксы». 1965. Июль (№ 1)] // Грани. — Франкфурт-на-Майне, 1965. — № 59. — С. 28-32;
- [Стихи] // Час поэзии. Стихи. — Сост. В. И. Кудряшова, Л. И. Румарчук; ред. М. Катаева. — М.: Молодая гвардия, 1965. — С. 31—33.
- [Стихи] // Грани. — Франкфурт-на-Майне, 1966. — № 61. — С. 18-19;
- [Стихи] // Грани. — Франкфурт-на-Майне, 1968. — № 69. — С. 107—108;
- Преклонив колени: [стихи] // Тель-Авив: Время и мы. 1977. № 21. С. 86—91;
- [Стихи] // Аполлонъ-77. Альманах литературы и искусств / Сост. К. Кузьминский и М. Шемякин. Paris, 1977;
- Победителей не судят: [стихи] // Тель-Авив: Время и мы. 1978. № 26. С. 93—100;
- [Стихи] // Грани. — Сб. № 5. — Франкфурт-на-Майне: Посев, 1978. — С. 21-22.

Публикации
- Четыре стихотворения Леонида Губанова: [стихи] // Рус. мысль. — Париж, 1983. — 6 окт. — С. 8;
- [Стихи] // День поэзии — 1984. — М.: Советский писатель, 1985. С. 164—165;
- Стихи // Мулета «В». Семейный альбом. Париж, 1985. С. 13—36;
- [Стихи] // День поэзии 1989. М., 1989. С. 167—168;
- Стихотворения / Публ. Аллы Рустайкис // Зеркала: Альманах 1989. Вып. 1. М., 1989. С. 19—29;
- [Стихи] // Поэзия: Альманах. 1990. № 55. С. 168—169;
- [Стихи] // Человек и природа. 1991. № 10;
- Ждите: Книга стихов // Конец века. 1992. № 4. С. 1—27 (отд. пагинация после с. 324);
- [Стихи] / Публ. И. Дудинского // Воум! 1992. № 1 (2). С. 50—53;
- [Стихи] /Публ. Аллы Рустайкис // Дружба народов. 1992. № 4. С. 3—8;
- Слог // Иерусалимский вестник культуры. 1993. № 1. С. 3—10;
- [Стихи] // Знамя. 1993. № 4. С. 87—96;
- Три стихотворения // Континент. 1993. № 78. С. 31—34;
- [Стихи] // Русская поэтическая миниатюра: Антология /Сост. Виктор В. Кудрявцев. Рудня, 1994. С. 277;
- [Стихи] // Юность. 1994. № 2. С. 44—45;
- [Стихи] // Строфы века / Сост. Е. Евтушенко, науч. ред. Е. Витковский. М.; Минск: Полифакт, 1995. С. 897—900;
- [Стихи] // НЛО. 1996. № 20. С. 293—302;
- [Стихи] // Самиздат века. Минск; М., 1997. С. 481—483;
- Август: Лит. альманах. 1998. № 1. С. 232—248;
- Волчьи ягоды. Стихи // Шмелькова Н. Во чреве мачехи, или Жизнь — диктатура красного. СПб.: Лимбус-пресс, 1999. С. 138—160;
- [Стихи] // Русская поэзия. XX век: Антология /Под общей редакцией В. Кострова, Г. Красникова. М.: ОЛМА-ПРЕСС, 1999. С. 715;
- Три поэмы // Контекст-9. 2001. № 7.

## Книги о Губанове
- Журбин А. А. Отраженья зеркальных осколков (заметки о жизнетворчестве Леонида Губанова). — Астрахань: Издательско-полиграф. комплекс «Волга», 2013. — 164 с., 16 с. ил. — 250 экз. — ISBN 978-5-98066-143-4. Архивировано 16 июля 2025 года.
- Творческая индивидуальность Леонида Губанова. — Екатеринбург: Уральский федеральный университет имени первого Президента России Б. Н. Ельцина, 2014. — 94 с.
- Про Лёню Губанова: Книга воспоминаний. Фотоматериалы. — Вступит. ст. А. Журбин и А. Плигин; Ред.-состав. А. Журбин. — М.: ПРОБЕЛ-2000, 2016. — 464 с. — 500 экз. ISBN 978-5-98604-536-8 [«Трезвый путь» типография имени А. В. ПЛИГИНА, видного деятеля советского самиздата]
- «Полина» Леонида Губанова: поэма, пророчество, манифест / сост., подгот. текста, ст. и коммент. А. А. Журбина; [науч. ред. А. А. Россомахин]. — СПб.: Издательство «Пушкинский Дом», 2021. — 224 c.: ил. + 4 c. цв. вкл. — 700 экз. — ISBN 978-5-91476-121-6
- Демидов О. В. Леонид Губанов: нормальный как яблоко. — М.: АСТ, Редакция «КПД». 2025. — «Русофилия». — 480 с. — 1000 экз. — ISBN 978-5-17-171232-7

## Цитаты
Стихи его чрезвычайно богаты метафорами, которые порой трудно разгадать. Иногда за счёт повторов в лексике, синтаксисе и звучании в них появляется что-то от заклинаний.— Вольфганг Казак

## Семья
- Басилова Алена (Елена) Николаевна — первая жена, поэтесса.
- Губанова (Сапо) Ирина Станиславовна — вторая жена, преподаватель.
  - Губанов Дмитрий Леонидович — сын.
- Кирилишина Наталья — третья жена, актриса, режиссёр.